# Муниципалитет (Бразилия)

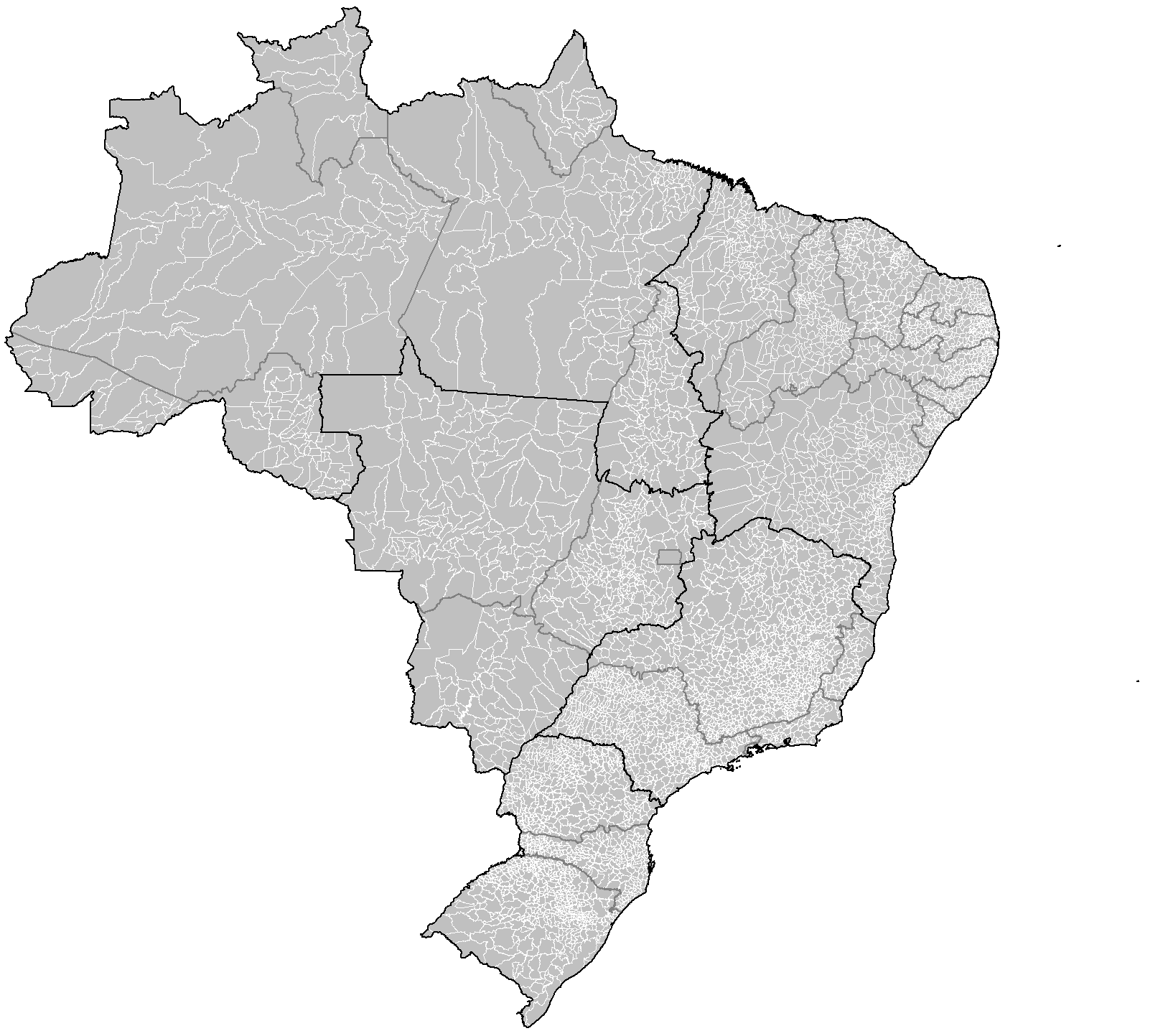
Карта муниципалитиетов Бразилии по штатам.

Муниципалитет в Бразилии — более мелкая после штата административно-территориальная единица.
В Бразилии принята близкая к европейской иберийская модель местного управления, что подразумевает избрание населением совета или должностного лица (алькальд, рехидор и т. п.) с его последующим утверждением представителями правительства (также населением может быть избран совет, который уже выберет главное должностное лицо, которое обычно является также председателем совета). Согласно имеющимся в конституции декларациям, Федеральная власть может вмешиваться в местные дела в ограниченном числе случаев.
Муниципалитеты Бразилии регулируются органическими законами, которые должны ими приниматься согласно порядку, установленному конституцией Бразилии 1988 года, которая закрепила направленную на децентрализацию реформу и сильно изменила политические и налоговые права местного самоуправления.

## Обязанности
На муниципалитеты возложены обязанности по предоставлению услуг в области образования (при принятии конституции действовало условие, согласно которому на него должна идти четверть доходов) и здравоохранения; к исключительной сфере ответственности местных властей отнесён транспорт и землепользование, к преимущественно местной — здравоохранение, дошкольное и фундаментальное образование, сохранение историческо-культурного наследия. Пенсионное обеспечение находится в ведении федерального правительства и составляет 65 % его социальных расходов. Для помощи в реализации находящихся в ответственности муниципалитетов программ создаются отраслевые муниципальные советы, на 2001 год их общее число составляет более 22 тыс., из них 5426 по здравоохранению, 5178 по социальной помощи, 4306 по вопросам детей и подростков и 4305 по образованию. Также муниципалитеты могут предоставлять любые услуги, которые не отнесены к эксклюзивной компетенции вышестоящих органов власти.

## Ресурсы
По оценкам Афонсу и Араужо за 10 лет после принятия новой конституции, c 1988 по 1998 годы, объём средств, которыми распоряжались муниципалитеты, вырос в 2 раза. Каждый муниципалитет получает 3/4 местных налогов, порядок распределения оставшейся части варьируется. На 2001 год муниципалитеты управляли от 12,5 % (включая конституционные переводы) до 15,5 % (включая федеральные трансферты) национальных финансовых ресурсов.

## Население и неравномерность
При этом предоставляемые конституцией 1988 года возможности реализуются муниципалитетами неравномерно. По показателю ВВП на душу населения на 2013 год в Бразилии разница (между регионом с самым высоким и самым низким показателем) составила 8 раз. Для объединения однородных в культурном и экономическом отношении территорий Министерство национальной интеграции в 1999 году выделило мезорегионы (которые по требованиям должны включать в себя муниципалитеты двух разных штатов или находиться по соседству с границей страны).
| Численность населения, тыс. чел | Бразилия в целом | Север | Северо- восток | Юго- восток | Юг   | Центрально- западный |
| ------------------------------- | ---------------- | ----- | -------------- | ----------- | ---- | -------------------- |
| Всего                           | 5507             | 449   | 1787           | 1666        | 1159 | 446                  |
| менее 10                        | 2727             | 190   | 662            | 840         | 782  | 253                  |
| от 10 до 20                     | 1392             | 112   | 588            | 344         | 243  | 105                  |
| от 20 до 50                     | 908              | 103   | 395            | 267         | 84   | 59                   |
| от 50 до 100                    | 279              | 30    | 96             | 106         | 30   | 17                   |
| от 100 до 500                   | 174              | 12    | 37             | 98          | 18   | 9                    |
| 500 и более                     | 27               | 2     | 9              | 11          | 2    | 3                    |

На 2006 год в Бразилии было 5561 муниципалитетов, и ко всем, урбанизированным или сельским, применяются одинаковые федеральные правила. Муниципалитеты с населением менее 20 тыс. человек — это 75 % от общего числа муниципалитетов и всего 7 % от общих ресурсов. Только в муниципалитетах с числом людей более 50 тыс. (9,5 % от общего числа муниципалитетов) доходы выше средних по стране.

### Комментарии
1. ↑  Связана с иберийской унией.